# 漢弗萊斯站 (加利福尼亞州)
漢弗萊斯站（英語：Humphreys Station）是位於美國加利福尼亞州弗雷斯諾縣的一個非建制地區。該地的面積和人口皆未知。

## 地理
漢弗萊斯站的座標為36°57′40″N 118°26′40″W / 36.96111°N 118.44444°W，而該地的平均海拔高度為321米（即1053英尺）。